# BH Tennis Open International Cup 2008
Il BH Tennis Open International Cup 2008 è stato un torneo di tennis facente parte della categoria ATP Challenger Series nell'ambito dell'ATP Challenger Series 2008. Il torneo si è giocato a Belo Horizonte in Brasile dal 28 luglio al 3 agosto 2008 su campi in cemento e aveva un montepremi di $35 000+H.

## Vincitori

### Singolare
Santiago González ha battuto in finale  Nicolás Massú con il punteggio di 6–4, 6–3

### Doppio
Santiago González /  Aisam-ul-Haq Qureshi hanno battuto in finale  Daniel Silva /  Caio Zampieri con il punteggio di 6–3, 7–6(3)